# Gouvernement Willoch

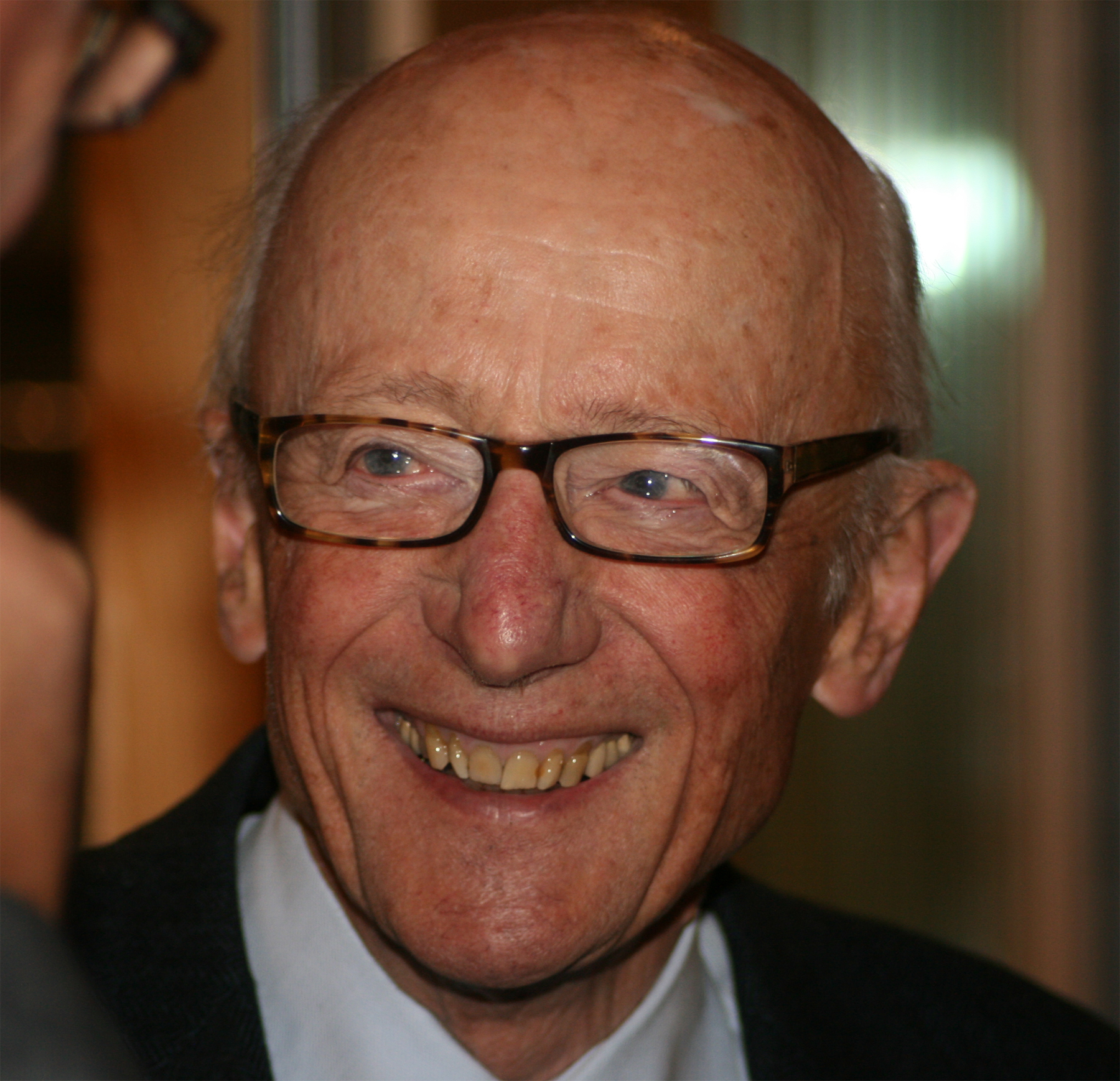
Kåre Willoch, ministre d'État.

Le gouvernement Willoch était le gouvernement du royaume de Norvège du 14 octobre 1981 au 8 mai 1986.

## Coalition
Il était dirigé par le ministre d'État conservateur Kåre Willoch, et constitué d'abord par le seul Parti conservateur (H), auxquels se sont ajoutés le Parti du centre (SP) et le Parti populaire chrétien (KrF) à compter du 8 juin 1983. Il succédait au premier gouvernement de la travailliste Gro Harlem Brundtland.
Initialement soutenu par les 53 députés sur 155 du H au Storting, il a ensuite reçu le renfort des 15 parlementaires du KrF et des 11 du SP, portant sa majorité parlementaire à 79 sièges, soit la majorité absolue. Bien qu'il ait perdu de justesse cette majorité aux élections de 1985 avec 78 élus sur 157, il conserve le pouvoir pendant huit mois grâce au soutien du Parti du progrès (FrP), mais est contraint de démissionner en cours de mandat, au profit du deuxième gouvernement de la travailliste Gro Harlem Brundtland.

## Composition
| Fonction                                                                    | Titulaire                            | Titulaire                                 | Parti |
| --------------------------------------------------------------------------- | ------------------------------------ | ----------------------------------------- | ----- |
| Ministre d'État                                                             |                                      | Kåre Willoch                              | H     |
| Ministre des Affaires étrangères                                            |                                      | Svenn Stray                               | H     |
| Ministre des Finances et des Douanes                                        |                                      | Rolf Presthus (jusqu'au 25/04/1986)       | H     |
| Ministre des Finances et des Douanes                                        | Arne Skauge                          |                                           | H     |
| Ministre de l'Industrie                                                     |                                      | Jens-Halvard Bratz (jusqu'au 15/09/1983)  | H     |
| Ministre de l'Industrie                                                     | Jan Peder Syse (jusqu'au 04/10/1985) |                                           | H     |
| Ministre de l'Industrie                                                     | Petter Thomassen                     |                                           | H     |
| Ministre du Commerce extérieur et de la Marine                              |                                      | Arne Skauge(jusqu'au 07/06/1983)          | H     |
| Ministre du Commerce extérieur et de la Marine                              |                                      | Asbjørn Haugstvedt                        | KrF   |
| Ministre de la Défense                                                      |                                      | Anders C. Sjaastad (jusqu'au 25/04/1986)  | H     |
| Ministre de la Défense                                                      | Rolf Presthus                        |                                           | H     |
| Ministre de la Pêche                                                        |                                      | Thor Listau (jusqu'au 04/10/1985)         | H     |
| Ministre de la Pêche                                                        |                                      | Eivind Reiten                             | SP    |
| Ministre de la Santé et des Affaires sociales                               |                                      | Leif Arne Heløe                           | H     |
| Ministre des Transports et des Communications                               |                                      | Inger Koppernæs (jusqu'au 08/06/1983)     | H     |
| Ministre des Transports et des Communications                               |                                      | Johan Jakob Jakobsen                      | SP    |
| Ministre des Affaires locales et du Travail                                 |                                      | Arne Rettedal                             | H     |
| Ministre du Pétrole et de l'Énergie                                         |                                      | Vidkunn Hveding (jusqu'au 08/06/1983)     | H     |
| Ministre du Pétrole et de l'Énergie                                         |                                      | Kåre Kristiansen                          | KrF   |
| Ministre de la Justice et de la Police                                      |                                      | Mona Røkke (jusqu'au 04/10/1985)          | H     |
| Ministre de la Justice et de la Police                                      | Wenche Frogn Sellæg                  |                                           | H     |
| Ministre de la Consommation et de l'Administration publique                 |                                      | Astrid Gjertsen (jusqu'au 18/04/1986)     | H     |
| Ministre de la Consommation et de l'Administration publique                 | Astrid Nøklebye Heiberg              |                                           | H     |
| Ministre de l'Agriculture                                                   |                                      | Johan C. Løken (jusqu'au 08/06/1983)      | H     |
| Ministre de l'Agriculture                                                   |                                      | Finn T. Isaksen (jusqu'au 04/10/1985)     | SP    |
| Ministre de l'Agriculture                                                   | Svein Sundsbø                        |                                           | SP    |
| Ministre de l'Environnement                                                 |                                      | Wenche Frogn Sellæg (jusqu'au 08/06/1983) | H     |
| Ministre de l'Environnement                                                 |                                      | Rakel Surlien                             | SP    |
| Ministre des Affaires ecclésiastiques et de l'Éducation                     |                                      | Tore Austad (jusqu'au 08/06/1983)         | H     |
| Ministre des Affaires ecclésiastiques et de l'Éducation                     |                                      | Kjell Magne Bondevik                      | KrF   |
| Ministre de la Culture Ministre de la Culture et de la Science (01/01/1982) |                                      | Lars Roar Langslet                        | H     |
| Ministre du Développement international (créé le 08/06/1983)                |                                      | Reidun Brusletten                         | KrF   |